# Tina Kjær
Tina Kjær (født 25. oktober 1972) er en dansk dyrlæge og forhenværende fotomodel og tv-vært. Hun blev landskendt, da hun i 1991 medvirkede i Jolly Colas reklamefilm "To modne frugter". Derudover var hun også blikfang i en reklamekampagne for kreditkortet Acceptcard, der i 1996 fik 100.000 danskere til at erhverve sig kortet, og undertøjsfirmaet Triumph solgte i stor stil det lingeri, som hun havde været afbilledet i. Populariteten voksede, da hun blev Jarl Friis-Mikkelsens medvært i showet Skattefri Lørdag på DR1 i 1997. I november 1997 flyttede hun til London sammen med sin kæreste, Carsten Krøyer. Shu-bi-dua lavede i 1997 en sang med titlen "10 ? → Tina" om hende, som findes på albummet Shu-bi-du@ 16.
I slutningen af 2000'erne flyttede hun tilbage til Danmark. Hun er bosat i Dragør sammen med sin mand Carsten Krøyer og deres to sønner.